# Stiphroneura
Stiphroneura är ett släkte av insekter. Stiphroneura ingår i familjen myrlejonsländor.
Kladogram enligt Catalogue of Life:
| Stiphroneura | \| \| Stiphroneura inclusa \| \| \| \| \| \| Stiphroneura limoiana \| \| \| \| |
|              | \| \| Stiphroneura inclusa \| \| \| \| \| \| Stiphroneura limoiana \| \| \| \| |
|              | Stiphroneura inclusa                                                           |
|              |                                                                                |
|              | Stiphroneura limoiana                                                          |
|              |                                                                                |